# Rudo Moric

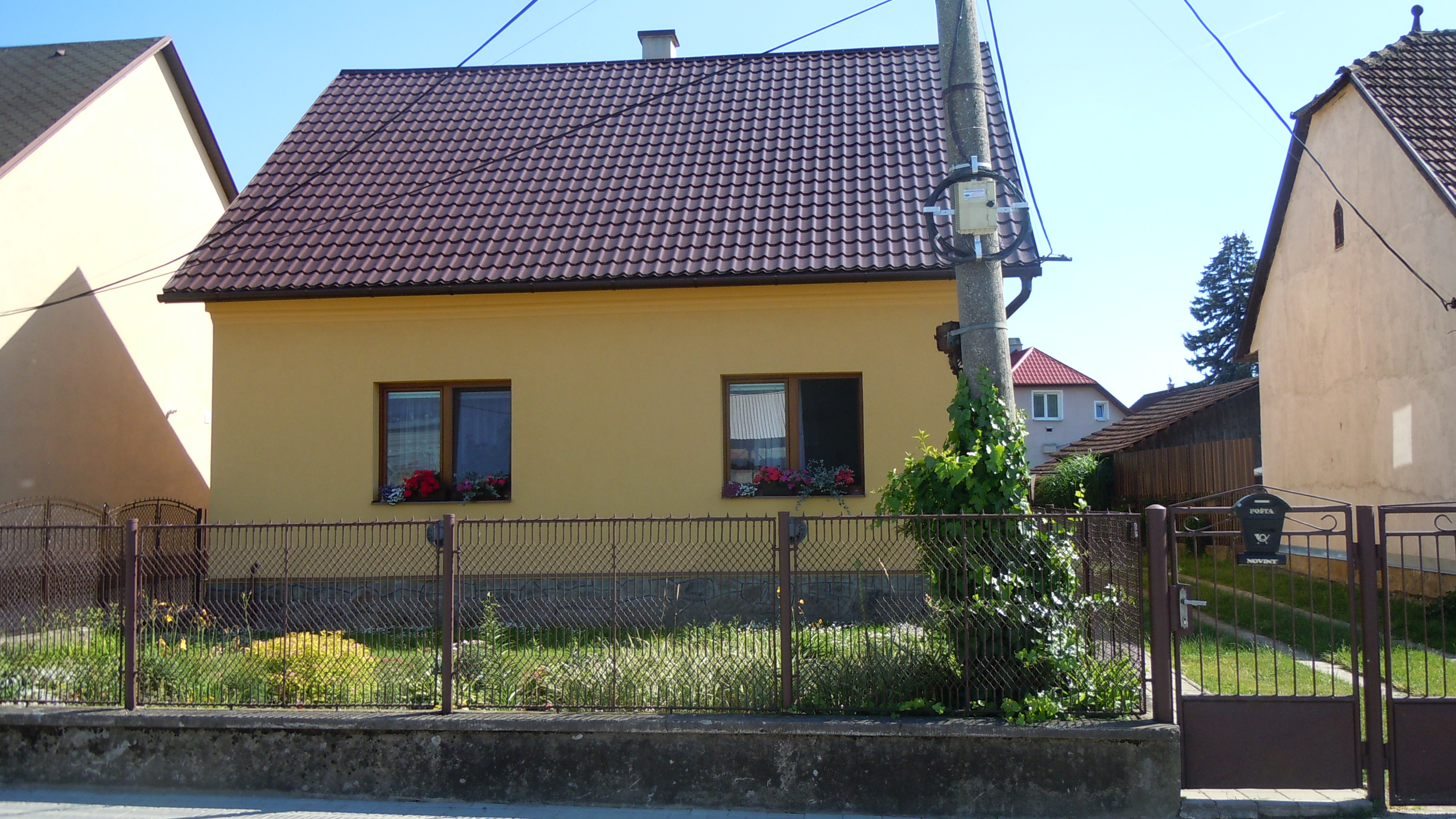
Rodný dům v Sučanech

Rudo Moric, (pseudonymy Rudo Mor, R. M. Sučiansky a další) (27. března 1921, Sučany – 26. listopadu 1985, Bratislava) byl slovenský prozaik a publicista.

## Životopis
Narodil se v rodině železničáře a vzdělání získával v Sučanech, Martině a v učitelském ústavu v Bánovcích nad Bebravou. Později pokračoval ve vzdělávání při zaměstnání na Pedagogické fakultě Univerzity Komenského v Trnavě, kde získal doktorát z filozofie. Po ukončení studia působil v letech 1941-43 jako učitel v Belé. Jako příslušník 1. čs. armády na Slovensku se aktivně zúčastnil SNP, po jeho potlačení byl internován v zajateckých táborech v Rakousku. V letech 1946-48 pokračoval v učitelské dráze ve Stupavě, kde také vydával dětský časopis Okienko Záhoria, byl dramaturgem školy filmu, později pracovníkem Výzkumného ústavu pedagogického a tajemníkem Svazu slovenských spisovatelů. V roce 1959 se stal ředitelem vydavatelství Mladé letá a od roku 1964 byl předsedou výboru Slovenského literárního fondu, jehož úkolem bylo podporovat tvůrčí činnost v oblasti původní umělecké a vědecké literatury. Jako jeho ředitel dbal na vyváženou ediční politiku, přičemž po celou dobu svého působení ve vydavatelství vytvářel publikační prostor pro mladou generaci. Jeho přičiněním došlo roku 1968 i k obnovenému vydávání Sluníčka, nejznámějšího meziválečného časopisu pro děti.
Jeho knihy měly velký ohlas doma i v zahraničí. Hojně byly překládány do srbochorvatštiny, bulharštiny, polštiny, ruštiny, maďarštiny a němčiny.

### Působení
- 1941-1943 učitel, Belá
- 1944-1945 voják v SNP; byl v německém zajetí
- 1946-1948 učitel, Stupava (zde redigoval a vydával časopis pro děti Okénko Záhoří)
- 1948-1950 dramaturg Školfilmu – Ústav pro školní a osvětový film
- 1950-1959 pracovník Výzkumného ústavu pedagogického
- 1959-1985 ředitel vydavatelství Mladé letá
- 1959 tajemník Svazu slovenských spisovatelů
- 1964-1970, 1974-1984 předseda výboru Slovenského literárního fondu

### Ocenění
- 1975 zasloužilý umělec
- 1984 národní umělec
- 1956, 1959, 1969 Cena vydavatelství Mladé letá
- 1968 Cena Fraňa Krále za tvorbu pro děti a mládež
- 1971 Cena Svazu Slovenská spisovatelů za knihu Pohádky z lesa
- Na Čestnou listinu IBBY byly zapsány knihy Pohádky z lesa (1974), Pohádky z ostrova orchidejí (1979).
- 1980 Cena Svazu Slovenská spisovatelů za knihu Podivuhodné příběhy Adama Brezuľu
- 1983 Čestné uznání v Ceně Maxima Gorkého za knihu Žalobníček

## Tvorba

### Čtyřicátá léta
Publikovat začal v 40. letech 20. století v časopisech pro děti Přítel dítek a Sluníčko. Později přispíval do Okénka Záhoří, které sám redigoval. Knižně debutoval roku 1947 prózou Lyžař Martin. V ní i následujících prózách Žofka (1948) a Družina z Dlouhé ulice (1949) navázal na meziválečný model triviální společenské prózy, který přehlížel dobovou sociální realitu a svět dětí stylizoval výhradně ze zábavně-výchovné pozice. V knižní povídce Miško hrdina (1949) tematizoval již společenskou realitu, protifašistický motiv však i tentokrát vyjádřil způsobem tradiční výchovné prózy. Roku 1951 vydal román Exploze, ve kterém v intencích poúnorové interpretace SNP představil dobovému dětskému čtenáři protifašistický odboj. Ve smyslu poúnorových názorů na dětskou literaturu jako prostředku ideologické výchovy mladých generací napsal i romány z učňovského prostředí Tři roky (1951) a První ze dvora (1953).

### Padesátá léta
V knize Mistr pästiarskych rukavic (1954) zbeletrizoval život olympijského vítěze Jána Zachary, v literární reportáži Přes šedesát štítů (1956) zpracoval zimní horolezecký přechod Vysokými Tatrami. Ke kvalitnímu reflektování sportovní tematiky dospěl však až na začátku 60. let ve sbírce povídek Smutný Suarez (1962), v níž sportovní téma prezentoval jako prostředek mravní sebaprojekce. Působivé etické podloží je příznačné i pro jeho nejznámější a umělecky nejhodnotnější práci Z myslivecké kapsy (1955). Následující kniha, vědecko-fantastický román se špionážní zápletkou Případ "Tuberlicín" (1957) je návratem k předchozí popisnosti a literátskosti. Standardní úroveň bez metaforického myšlenkového poselství moderního cestopisného žánru, má i cestopisná próza inspirovaná pobytem ve Vietnamské lidové republice Při zakleté řece (1958).

### Šedesátá a sedmdesátá léta
Začátkem 60. let – pod vlivem poetiky dětského aspektu – se zaměřil znovu na společenskou prózu ze života dětí (Našel jsem vám kamarády, 1960; Třikrát jsem ujel, 1961; Oktávia jde stovkou, 1964), výchovná koncepce dětské beletristiky mu však nedovolovala propracovat se k objevení autentického dětského světa. Přijatelnější výsledek dosáhl sérií autorských pohádek, později shrnutých do souboru Pohádky z lesa (1971), v nichž se vrátil ke své bytostné tématu, k přírodě. Prostřednictvím analogie mezi světem přírody a světem lidí uvedl v nich čtenáře do koloběhu života, do jeho elementárních etických vztahů.
V 60. letech rozšířil svůj žánrově-tematický rejstřík i o historicko-životopisný román Teď ho soudí nepřátelé (1967). Přes tragický osud rodáka učitele Jiřího Langsfelda zobrazil v něm národní entuziasmus a mravní imperatívnost romantické generace během revolučních let 1848 – 49. Rodný region ho inspiroval i k napsání turčianských pověstí O Blažejovi, co se nebál ( 1975). Po knížkách inspirovaných návštěvou Kuby (Světlo náčelníka Hatueya, 1975; Pohádky z ostrova orchidejí, 1976) na podkladě materiálu, které sesbírali a zpracovali Igor a Dušan Janotovci, napsal sbírku bratislavských pověstí Zvon lumpy (1979), kterou rozmnožil stávající literární adaptace podunajského a bratislavského slovenského folklóru. Kvantitativním rozšířením dobového čtenářského repertoáru byla i kniha Podivuhodné příběhy Adama Brezuľu (1980), v níž se inspiroval tradicí prášilovských příběhů.

### Osmdesátá léta
V 80. letech napsal ještě několik knížek pro čtenáře mladšího školního věku, popisný realismus a sklon k didaktičnosti, dva atributy příznačné pro celou jeho tvorbu, mu však nedovolily překročit vlastní limity a dospět k umělecké výpovědi. Román Sen značky Pelé (1987), situovaný do brazilského sociálního a sportovního prostředí, jeho tvorbu definitivně uzavřel. Posmrtně vyšel i výběr z jeho literární publicistiky Dětství tohoto času (1986), který dokumentuje jeho vlastní celoživotní zájem o literární tvorbu pro děti a mládež, jeho manažerské aktivity a různé ediční projekty, které jako dlouholetý ředitel vydavatelství Mladé letá inicioval a podporoval.

## Dílo

### Díla pro děti
- 1947-Lyžař Martin, výchovně zábavná literatura, knižní debut
- 1948-Žofka, výchovně zábavná literatura
- 1949-Družina z Dlouhé ulice, výchovně zábavná literatura
- 1949-Miško hrdina, příběh z období SNP
- 1950-Pozor, film! , beletrizovaná naučná kniha
- 1951-Exploze, příběh z období SNP
- 1951-Tři roky, román z učňovského prostředí
- 1952-Jak jsme se hráli
- 1953-První ze Dvorů, román z učňovského prostředí
- 1954-Mistr boxerských rukavic, publicistické-umělecký životopis olympijského vítěze Jana Zachary
- 1955-Z myslivecké kapsy, sbírka povídek, které jsou koncipovány jako vzpomínky starého hajného z Kysuc
- 1956-Přes šedesátjeden štítů, reportážní román o horolezcích ve Vysokých Tatrách
- 1957-Případ "Tubercilín", špionážní a vědecko-fantastický román
- 1958-Při zakleté řece, cestopisné dílo pro děti z pobytu ve Vietnamu
- 1960-Našel jsem vám kamarády, sbírka krátkých próz
- 1961-Třikrát jsem utekl, dětský román o cikánském chlapci z dětského domova
- 1962-Smutný Suarez, sbírka sportovních povídek
- 1962-O divoké kachničce, pohádka
- 1962-Co je rychlejší, leporelo
- 1964-Oktávie jede stovkou
- 1965-Kukaččí pohádka, pohádka
- 1966-Srneček Parůžek, pohádka
- 1967-Srnka s rudými hvězdičkami, pohádka
- 1969-Jak zmije Klikatá o ocas přišla, pohádka
- 1972-O mušce Světlušce, pohádka
- 1973-O Harikovi a Billovi, dvou kamarádech, pohádka
- 1970-Jak se princezna Nurka ztratila a jak se našla, pohádka
- 1971-Pohádky z lesa, sbírka próz
- 1975-O Blažejovi, co se nebál, sbírka pověstí převážně z Turca
- 1975-Světlo náčelníka Hatueya, kniha inspirovaná jeho návštěvou Kuby
- 1976-Jak jsem křtil medvěda, cyklus krátkých próz
- 1976-O Pichulkovi, Světlušce a mravencích Pobehajcích, pohádka
- 1976-Pohádky z ostrova orchidejí, kniha inspirovaná jeho návštěvou Kuby
- 1977-Po lesních stezkách, sbírka próz
- 1977-Koník mistra Kaňoure, pohádky
- 1977-O dvou mravencích Pobehajcích, pohádka
- 1978-Můj velký malý kamarád, kniha krátkých próz o současných dětech
- 1979-Zvon lumpů, sbírka bratislavských pověstí
- 1980-Podivuhodné příběhy Adama Brezuly, kniha autorských pohádek inspirovaných lidovým vypravěčem Adamem Brezuľem
- 1980-Žalobníček, kniha krátkých próz o současných dětech
- 1983-Hlupáček s velikánskou jedničkou

### Díla pro dospělé
- 1964-Takový je svět, sbírka povídek
- 1967-Teď ho soudí nepřátelé, životopisný-historický román
- 1969-Sen o chlebě, autobiografické krátké prózy z období jeho zajetí po SNP
- 1977-Smrt třicetsedmičky, cyklus povídek o osudech mužů obsluhujících během SNP kanón ráže 37
- 1986-Dětství tohoto času, výběr z publicistiky (editor Ondrej Sliacky)

### Překlady
- 1963-Vítězislav Kocourek: Jsi skvělý, Ogimura